# Siouville-Hague
Pour le lieu de surf, voir Siouville (spot de surf).
Siouville-Hague (Siouville jusqu'en mars 1971) est une commune française, située dans le département de la Manche en région Normandie, peuplée de 936 habitants.
Cette petite station balnéaire possède une grande plage de sable fin. Le site est réputé pour la pratique du surf, du char à voile et de la planche à voile. La commune abrite aussi un centre de rééducation fonctionnelle.

## Géographie

### Localisation
Siouville-Hague se situe sur la côte ouest du Cotentin, dans le canton des Pieux, à une vingtaine de kilomètres au sud-ouest de Cherbourg, entre Héauville et Flamanville.
Les communes limitrophes sont Héauville, Helleville et Tréauville.

### Hydrographie
La commune est située dans le bassin Seine-Normandie. Elle est drainée par le cours d'eau 03 de la commune d'Heauville, le fossé 01 de la commune de Treauville et le Petit Douet,,.

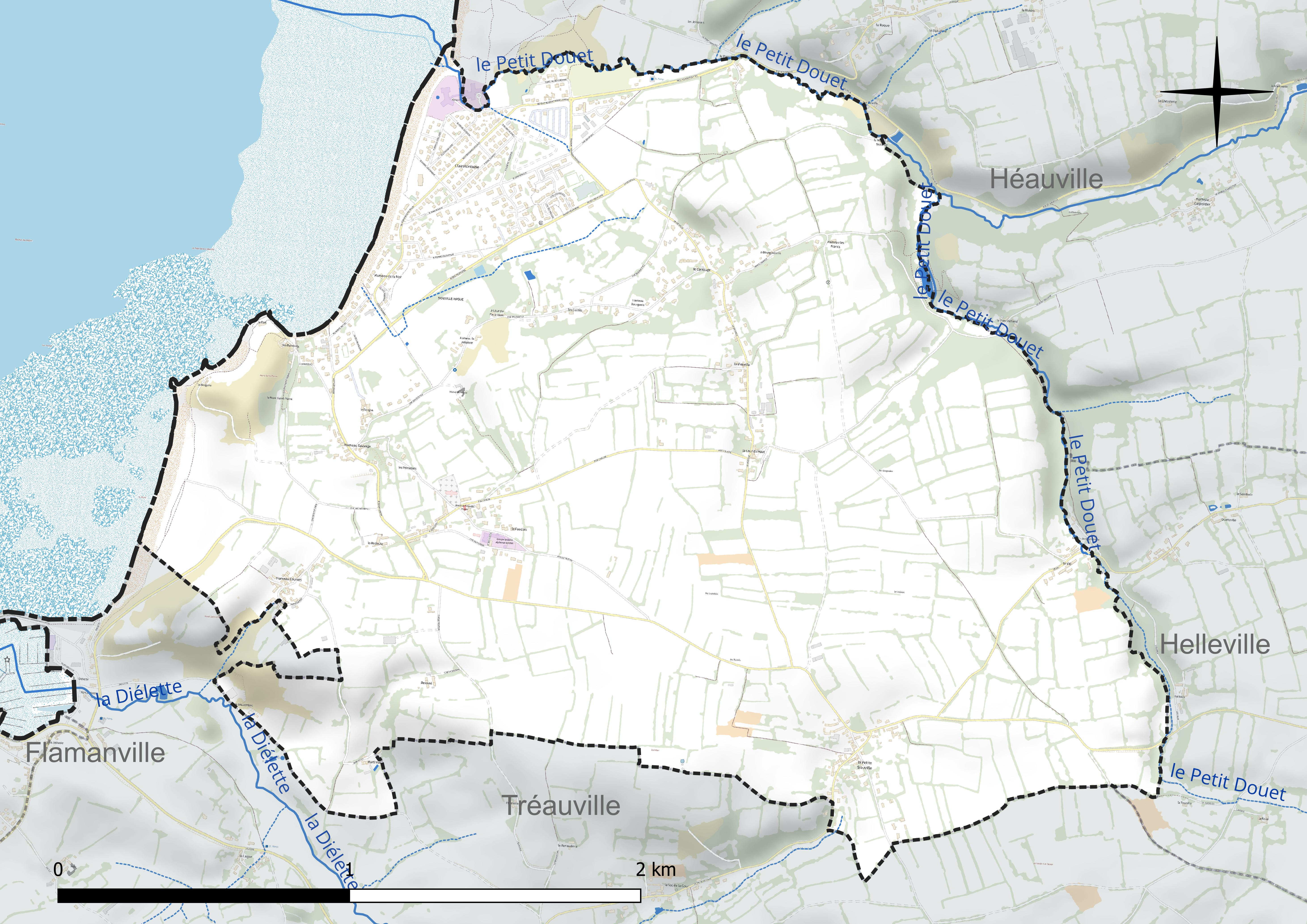
Réseau hydrographique de Siouville-Hague.

### Climat
Pour des articles plus généraux, voir Climat de la Normandie et Climat de la Manche.
En 2010, le climat de la commune est de type climat océanique franc, selon une étude du CNRS s'appuyant sur une série de données couvrant la période 1971-2000. En 2020, Météo-France publie une typologie des climats de la France métropolitaine dans laquelle la commune est exposée à un climat océanique et est dans la région climatique  Normandie (Cotentin, Orne), caractérisée par une pluviométrie relativement élevée (850 mm/a) et un été frais (15,5 °C) et venté. Parallèlement le GIEC normand, un groupe régional d’experts sur le climat, différencie quant à lui, dans une étude de 2020, trois grands types de climats pour la région Normandie, nuancés à une échelle plus fine par les facteurs géographiques locaux. La commune est, selon ce zonage, exposée à un « climat maritime », correspondant au Cotentin et à l'ouest du département de la Manche, frais, humide et pluvieux, où les contrastes pluviométrique et thermique sont parfois très prononcés en quelques kilomètres quand le relief est marqué.
Pour la période 1971-2000, la température annuelle moyenne est de 11 °C avec une amplitude thermique annuelle de 10,6 °C. Le cumul annuel moyen de précipitations est de 935 mm, avec 14,4 jours de précipitations en janvier et 8,4 jours en juillet. Pour la période 1991-2020, la température moyenne annuelle observée sur la station météorologique la plus proche, située sur la commune de La Hague à 12 km à vol d'oiseau, est de 13,1 °C et le cumul annuel moyen de précipitations est de 480,0 mm. Pour l'avenir, les paramètres climatiques de la commune estimés pour 2050 selon différents scénarios d’émission de gaz à effet de serre sont consultables sur un site dédié publié par Météo-France en novembre 2022.

### Milieux naturels et biodiversité
- Longue plage de sable fin.
- Rives du ruisseau le Petit Douet.

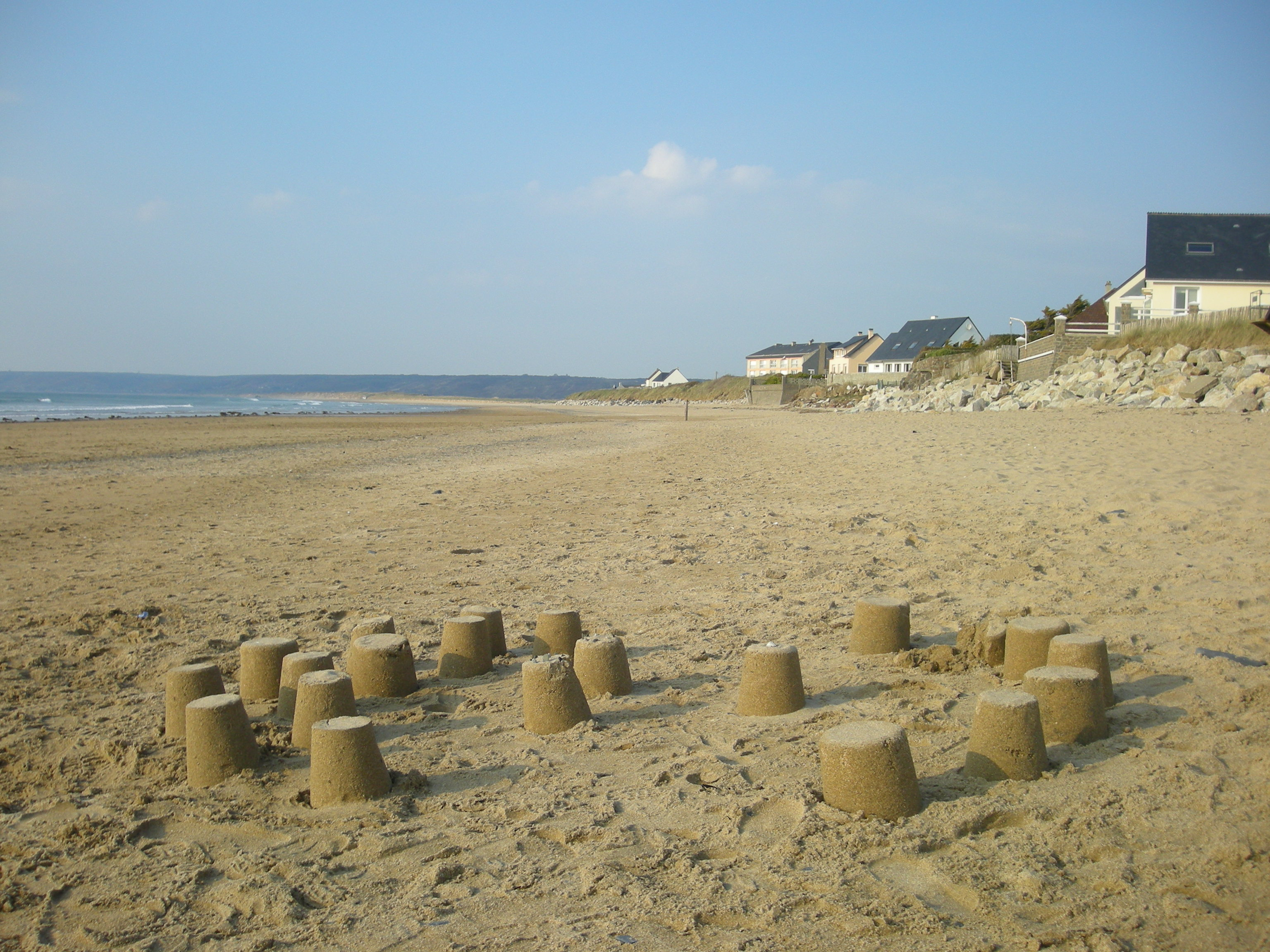
La plage de sable.

## Urbanisme

### Typologie
Au 1er janvier 2024, Siouville-Hague est catégorisée commune rurale à habitat dispersé, selon la nouvelle grille communale de densité à sept niveaux définie par l'Insee en 2022.
Elle est située hors unité urbaine.
Par ailleurs la commune fait partie de l'aire d'attraction de Cherbourg-en-Cotentin, dont elle est une commune de la couronne,. Cette aire, qui regroupe 77 communes, est catégorisée dans les aires de 50 000 à moins de 200 000 habitants,.
La commune, bordée par la Manche, est également une commune littorale au sens de la loi du 3 janvier 1986, dite loi littoral. Des dispositions spécifiques d’urbanisme s’y appliquent dès lors afin de préserver les espaces naturels, les sites, les paysages et l’équilibre écologique du littoral, comme le principe d'inconstructibilité, en dehors des espaces urbanisés, sur la bande littorale des 100 mètres, ou plus si le plan local d'urbanisme le prévoit.

### Occupation des sols
L'occupation des sols de la commune, telle qu'elle ressort de la base de données européenne d’occupation biophysique des sols Corine Land Cover (CLC), est marquée par l'importance des territoires agricoles (83,5 % en 2018), en diminution par rapport à 1990 (89,7 %).
La répartition détaillée en 2018 est la suivante : terres arables (48,4 %), zones agricoles hétérogènes (29,2 %), zones urbanisées (12,5 %), prairies (5,9 %), forêts (3,7 %), zones humides côtières (0,2 %).

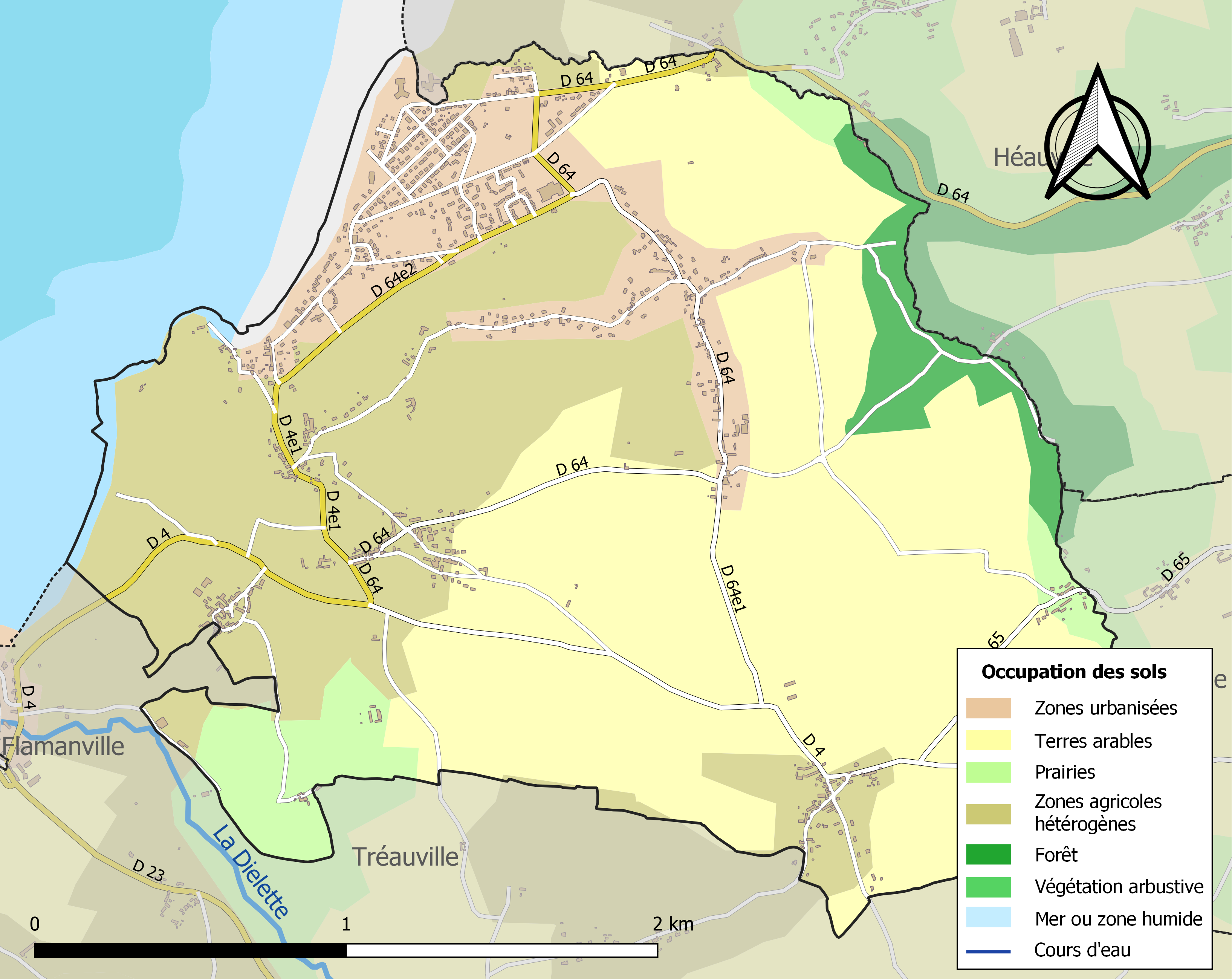
Carte des infrastructures et de l'occupation des sols de la commune en 2018 (CLC).

L'évolution de l’occupation des sols de la commune et de ses infrastructures peut être observée sur les différentes représentations cartographiques du territoire : la carte de Cassini (XVIIIe siècle), la carte d'état-major (1820-1866) et les cartes ou photos aériennes de l'IGN pour la période actuelle (1950 à aujourd'hui).

## Toponymie
Le nom de la localité est attesté sous les formes Seovilla avant 1161, Seolvilla vers 1200, Syovilla vers 1280.
Il s'agit d'une formation toponymique médiévale en -ville au sens ancien de « domaine rural ». Le premier élément Siou- représente sans doute un nom de personne conformément à la majorité des cas pour ce type de formation. Par ailleurs, la Normandie est la région de France dans laquelle les noms de lieux en -ville sont les plus fréquents.
François de Beaurepaire qui se base sur la forme du XIIIe siècle propose les anthroponymes anglo-saxons Sigeweald (comprendre sans doute Siġeweald) / Siwold (variante du précédent) ou germanique continental (occidental) Saewulf / Seulfus. Curieusement, il n'évoque pas le nom de personne scandinave SǽulfR / Siólfr (variante) qui colle mieux aux formes anciennes. Jean Renaud compare Sciotot, situé à moins de 10 km de Siouville, à Sjötofta (Suède) qui contiendrait l'ancien scandinave sjór « mer », d'où le sens global de « ferme près de la mer ». Sciotot n'est mentionné sous les formes Siautot qu'en 1689 et Siotot qu'en 1753 - 1785. Malgré l'absence de formes suffisamment anciennes, il semble que Siouville / Sciotot (avec une graphie aberrante pour Siotot) forment une paire toponymique et contiennent le nom d'un seul et même personnage, comme cela se retrouve fréquemment dans la toponymie normande. En outre, l'association de l'appellatif -tot (< ancien scandinave topt, toft) avec un nom de personne est aussi fréquente qu'avec un autre appellatif ou un adjectif, en revanche l'association de cet élément avec un anthroponyme germanique continental rare est peu probable et jamais assurée.

## Histoire

### Moyen Âge
La paroisse de Siouville fut fondée au XIe siècle.
Dans la deuxième moitié du XVe siècle, Jean II Basan et seigneur et patron de Siouville.

### Temps modernes
En 1567, François Bazan, écuyer, sieur du Saulxey et Syouville, est taxé pour ces fiefs de 6 livres et 12 solz dans le rôle des nobles et roturiers, au titre du ban et de l'arrière ban de la vicomté de Coutances, réalisé par Gilles Dancel, seigneur d'Audouville, lieutenant général du bailli de Cotentin, tenu à Coutances les 20-22 octobre. Le fief de Siouville, qui valait un quart de fief de haubert, relevait de la vicomté de Valognes.

### Époque contemporaine
Au début du XIXe siècle, la population se convertit au protestantisme. Plus qu'une véritable adhésion spirituelle, il s'agit pour elle de signifier au curé du village son courroux après qu'il ait donné la préférence au seigneur de Flamanville sur ses ouailles dans un litige sur les droits liés à la récolte du varech. Un temple, construit de 1837 à 1842, témoigne de cette conversion. C'est désormais une salle communale.

## Politique et administration
| Période                                  | Période       | Identité         | Étiquette | Qualité                  |
| ---------------------------------------- | ------------- | ---------------- | --------- | ------------------------ |
| 1959                                     | 1971          | André Michel     | DVD       | Chef d'entreprise        |
| 1971                                     | 2008          | Roger Bonnemains | SE        | Artisan                  |
| mars 2008                                | décembre 2011 | Marcel Letablier | SE        | Retraité                 |
| février 2012                             | avril 2014    | Yves Amy         | SE        | Chef d'équipe menuiserie |
| avril 2014                               | mai 2020      | Bertrand Bottin  | SE        | Employé                  |
| mai 2020                                 | En cours      | Denis Chanteloup | SE        | Technicien documentaire  |
| Les données manquantes sont à compléter. |               |                  |           |                          |

## Population et société
Les habitants de la commune sont appelés les Siouvillais.

### Démographie
L'évolution du nombre d'habitants est connue à travers les recensements de la population effectués dans la commune depuis 1793. Pour les communes de moins de 10 000 habitants, une enquête de recensement portant sur toute la population est réalisée tous les cinq ans, les populations de référence des années intermédiaires étant quant à elles estimées par interpolation ou extrapolation. Pour la commune, le premier recensement exhaustif entrant dans le cadre du nouveau dispositif a été réalisé en 2004.
En 2022, la commune comptait 936 habitants, en évolution de −12,77 % par rapport à 2016 (Manche : −0,31 %, France hors Mayotte : +2,11 %).
| 1793 | 1800 | 1806 | 1821 | 1831 | 1836 | 1841 | 1846 | 1851 |
| ---- | ---- | ---- | ---- | ---- | ---- | ---- | ---- | ---- |
| 664  | 611  | 851  | 750  | 818  | 780  | 792  | 750  | 736  |

| 1856 | 1861 | 1866 | 1872 | 1876 | 1881 | 1886 | 1891 | 1896 |
| ---- | ---- | ---- | ---- | ---- | ---- | ---- | ---- | ---- |
| 697  | 645  | 665  | 619  | 609  | 598  | 534  | 521  | 476  |

| 1901 | 1906 | 1911 | 1921 | 1926 | 1931 | 1936 | 1946 | 1954 |
| ---- | ---- | ---- | ---- | ---- | ---- | ---- | ---- | ---- |
| 445  | 503  | 419  | 381  | 388  | 395  | 402  | 417  | 440  |

| 1962 | 1968 | 1975 | 1982 | 1990 | 1999 | 2004  | 2006  | 2009  |
| ---- | ---- | ---- | ---- | ---- | ---- | ----- | ----- | ----- |
| 462  | 427  | 471  | 821  | 996  | 995  | 1 063 | 1 079 | 1 116 |

| 2014  | 2019 | 2022 | - | - | - | - | - | - |
| ----- | ---- | ---- | - | - | - | - | - | - |
| 1 074 | 952  | 936  | - | - | - | - | - | - |

### Sports et loisirs
- Tennis (club FFT).
- Football.
- Planche à voile / funboard.
- Surf / longboard / bodyboard.

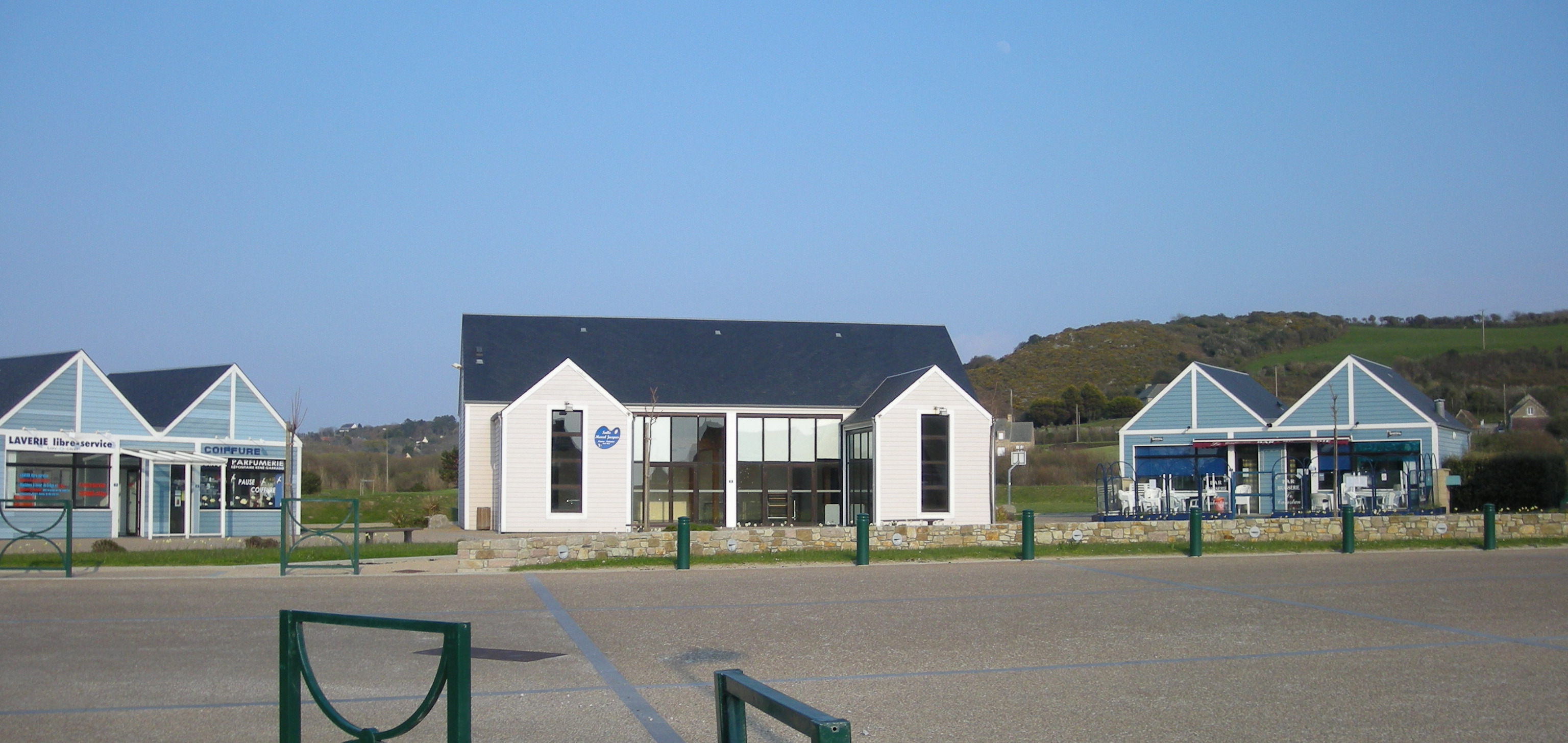
La place des Tamaris.

- Plage : surveillée en juillet et août par des sapeurs pompiers du canton des Pieux.

### Cultes
L'église est aujourd'hui rattachée à la nouvelle paroisse Saint-Germain du doyenné de Cherbourg-Hague.

## Économie et tourisme
Depuis mars 2010, Siouville-Hague forme avec Les Pieux et Auderville un groupement de « communes touristiques ».
Le raz Blanchard présente un potentiel énergétique énorme. C'est la raison pour laquelle, dans le cadre du développement des énergies renouvelables, une liaison HVDC est planifiée entre le Cotentin et l'Angleterre ; elle passerait par Siouville, (voir Merville-Franceville-Plage)[Passage à actualiser].

## Culture locale et patrimoine

### Lieux et monuments

#### Site archéologique
- Site archéologique du Mont Saint-Pierre, gisement moustérien.

#### Patrimoine religieux
- Église Saint-Pierre (1778-1781), dominant la mer, avec une tour carrée surmontée d'une coupole hexagonale. L'édifice abrite un maître-autel du XIXe et autels latéraux du XVIIIe, une chaire à prêcher du XVIIIe, des fonts baptismaux du XVIIe, les tableaux du maître-autel du XXe, de Adeline Hébert-Stevens, une verrière du XXe de R. Desjardins et P. Bony, un lutrin à deux aigles[35].

L'église actuelle est due à Guillaume de Percy (1677-1769), curé de Siouville qui fut enterré dans le chœur de l'église, et son successeur, Pierre Le Tourneur, qui eut droit à un cénotaphe inscrit en 19766 au titre objet aux monuments historiques.
- Ancien temple protestant daté de 1842.
- Grand calvaire de 1818.
- Croix de la Petite Siouville de 1821, de Boles du XXe siècle, de Beuval, de la Mission de 1818.
- Croix de cimetière du XVIIe siècle.

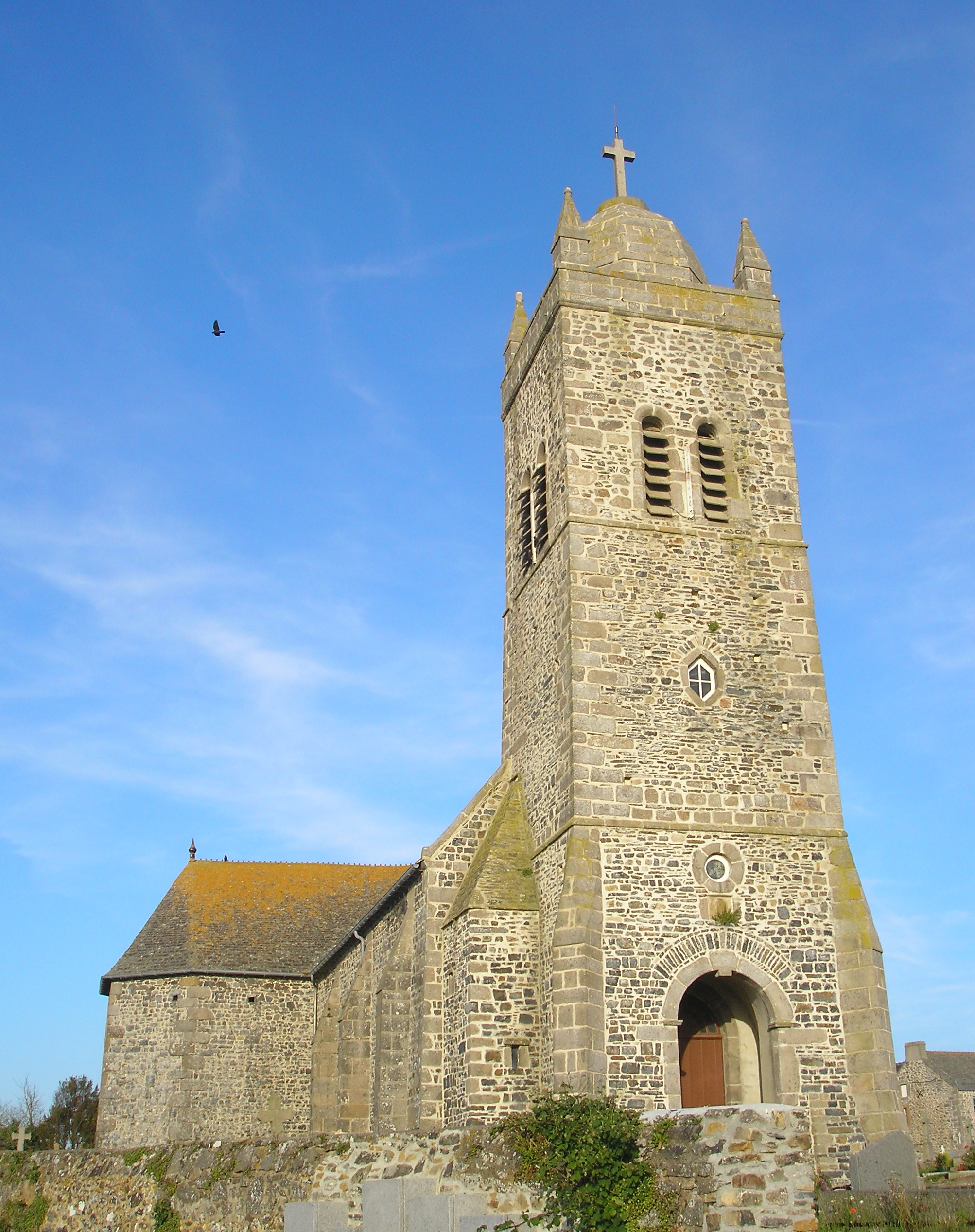
L'église Saint-Pierre.

#### Patrimoine civil
- Manoir du Valciot du XVIe siècle, bâti par la famille Basan.
- Ferme de la Redoute du XVIIIe siècle.
- Moulin de Siouville.
- Le fort dominant la plage.
- Centre de thalassothérapie depuis 1969.

Pour mémoire
- Ancienne carrière à ciel ouvert de schiste bleu[37].

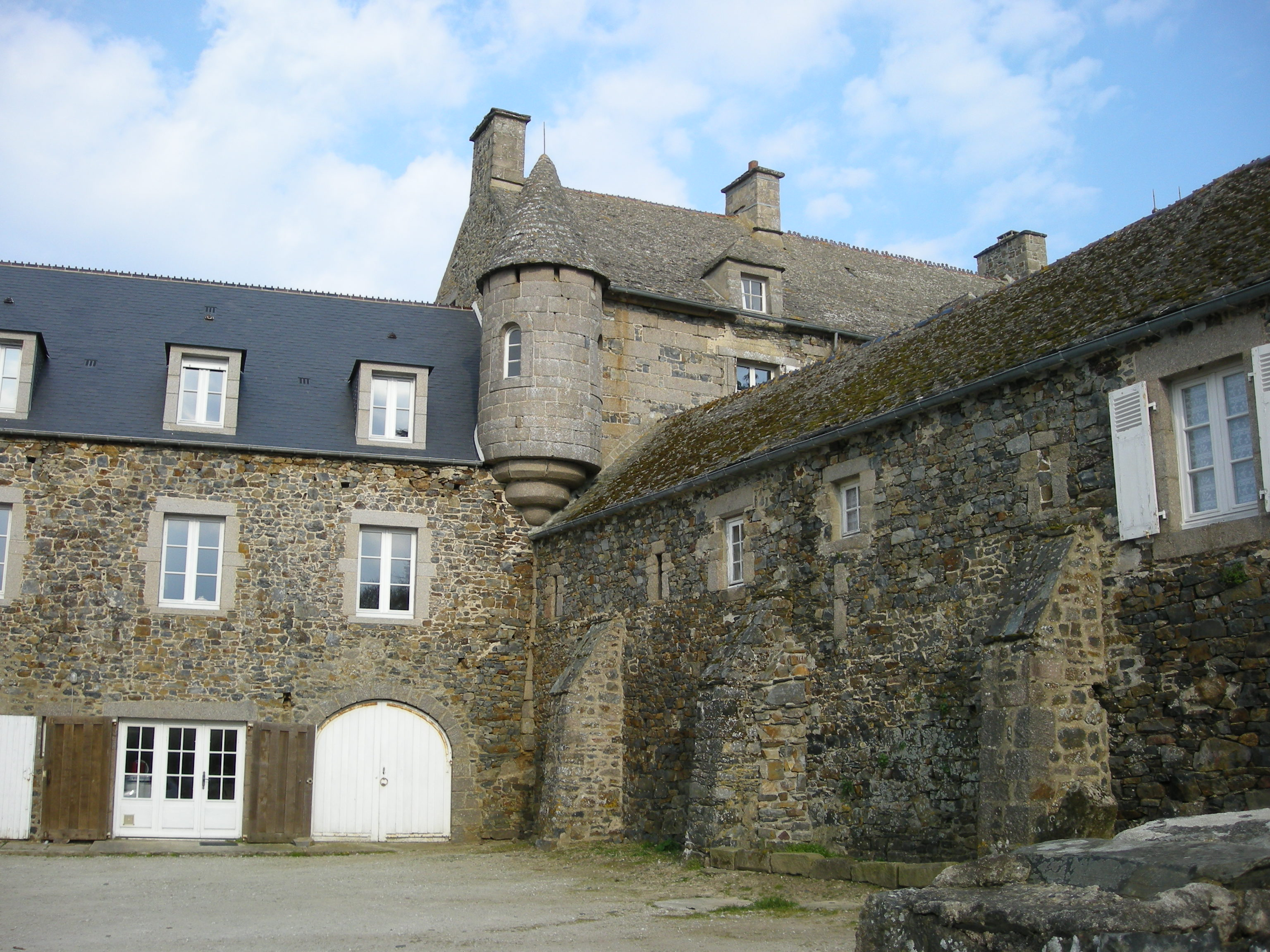
Le manoir du Valciot.
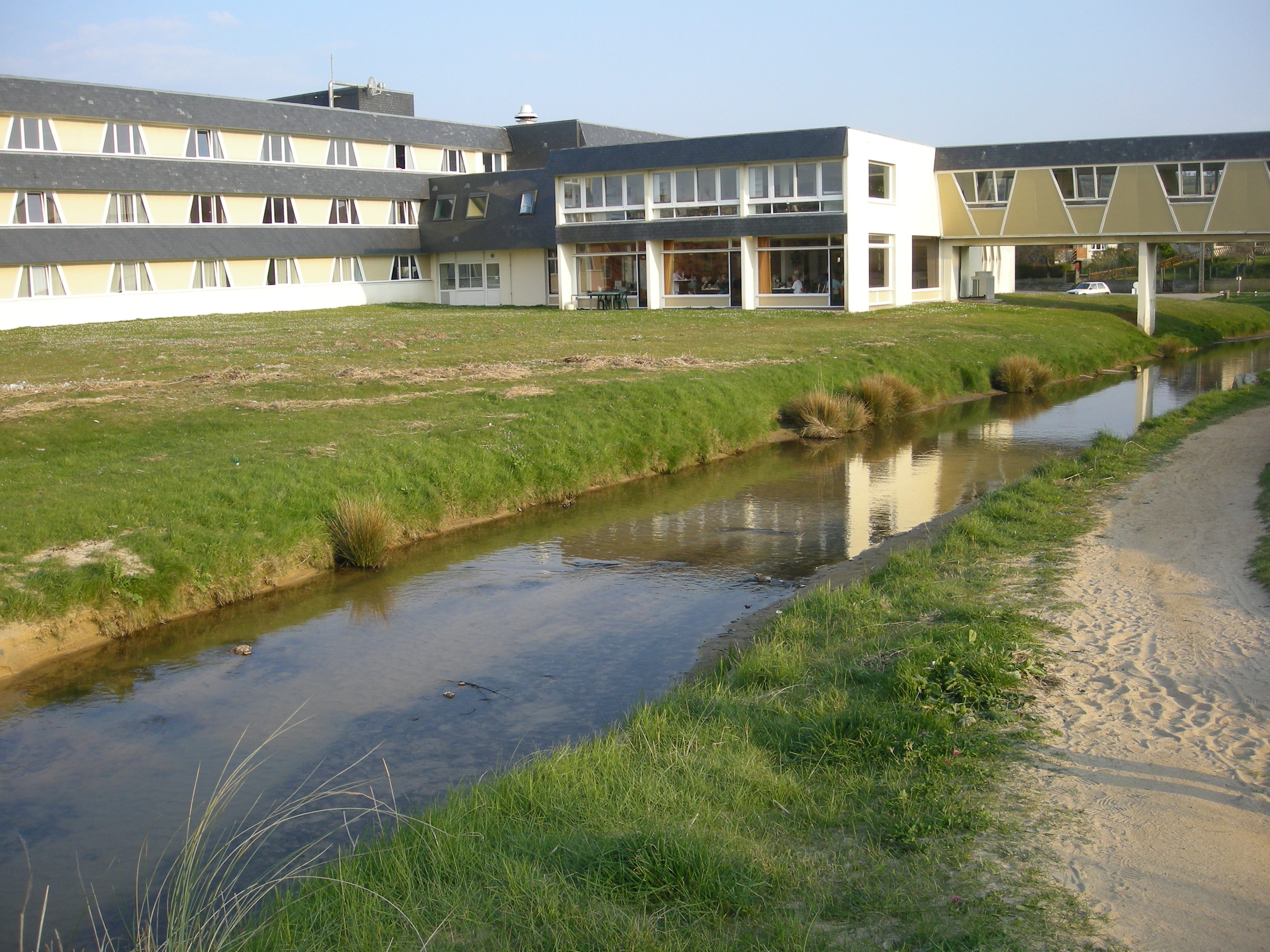
Le Petit Douet et le centre de rééducation.

### Personnalités liées à la commune
- Maurice Boitel a peint à Siouville au début des années 1950,
- La commune a longtemps abrité un hôtel, le Hague-Dick Hôtel, très apprécié par quelques célébrités venues s'y reposer. Il a notamment accueilli, dans les années 1970 : Jeanne Moreau (mai 1971), Georges Bidault, Danielle Darrieux, André Dassary, Daniel-Henry Kahnweiler…
- Le statuaire Alphonse Marcel-Jacques a longtemps vécu dans la commune, au village de Viesville.
- Le peintre caennais Georges Moteley a consacré quelques toiles à la commune.